# Skadarski distrikt
Skadarski distrikt (albanski: Rrethi i Shkodrës) je jedan od 36 distrikata u Albaniji, dio Skadarskog okruga. Po procjeni iz 2004. ima oko 185.000 stanovnika, a pokriva područje od 1,631 km². 
Nalazi se na sjeveru zemlje, a sjedište mu je grad Skadar. Distrikt se sastoji od sljedećih općina:
- Ana e Malit
- Bërdicë
- Bushat
- Dajç
- Gur i Zi
- Hajmel
- Postribë
- Pult
- Rrethinat
- Shalë
- Skadar
- Shllak
- Shosh
- Temal
- Vau-Dejës
- Velipojë
- Vig-Mnelë